# Marțian Dan
Marțian Dan (ur. 23 listopada 1935 w m. Șoimuș, zm. 8 marca 2002 w Lizbonie) – rumuński polityk, historyk i nauczyciel akademicki, działacz komunistyczny, minister do spraw młodzieży w okresie komunistycznym, w latach 1990–1992 przewodniczący Izby Deputowanych.

## Życiorys
Uczył się w szkole średniej w Oradei. W latach 1954–1955 studiował na Akademii Studiów Ekonomicznych w Bukareszcie, następnie do 1960 kształcił się w zakresie historii na Uniwersytecie Moskiewskim. W latach 1960–1989 był nauczycielem akademickim na Uniwersytecie Bukareszteńskim.
Na początku lat 50. dołączył do młodzieżówki komunistycznej Uniunea Tineretului Comunist, a pod koniec tej dekady wstąpił do Rumuńskiej Partii Komunistycznej. Stopniowo awansował w strukturze UTC, w połowie lat 60. został pierwszym sekretarzem tej organizacji w centrum uniwersyteckim Bukaresztu, a następnie członkiem biura politycznego w KC UTC. W latach 1969–1974 był zastępcą członka komitetu centralnego partii komunistycznej, a od 1971 do 1972 pełnił funkcję ministra do spraw młodzieży. W późniejszych latach odsunięty od władzy przez środowisko Nicolae Ceaușescu, zajmował się działalnością akademicką.
Powrócił do aktywności politycznej w grudniu 1989 w trakcie rewolucji przeciwko dyktaturze. Został członkiem kierownictwa Frontu Ocalenia Narodowego, powołanego m.in. przez wojskowych i opozycyjnych działaczy komunistycznych organu, który przejął faktyczną władzę. W 1990 uzyskał mandat posła do Izby Deputowanych. Z powodzeniem ubiegał się o reelekcję w wyborach w 1992 i 1996, zasiadając w tej izbie do 2000. Pełnił funkcję jej przewodniczącego (1990–1992) oraz wiceprzewodniczącego (1992–1996). Był przewodniczącym frakcji poselskich kolejnych ugrupowań postkomunistycznych: Demokratycznego Frontu Ocalenia Narodowego i Partii Socjaldemokracji w Rumunii.
W 2001 mianowany ambasadorem Rumunii w Portugalii. Zmarł w następnym roku w Lizbonie w trakcie pełnienia tej funkcji. Pośmiertnie odznaczony Orderem Gwiazdy Rumunii V klasy.